# هربی
هربی یک فولکس بیتل با شخصیتی شبیه انسان است. از این خودرو از سال ۱۹۶۸ تاکنون در تعدادی از فیلم‌های والت دیزنی پیکچرز استفاده شده است. هربی بیش از یک خودروی هوشمند است و با قلبی سرشار از احساس و عاطفه همیشه به صاحبش کمک می‌کند. هربی دوست خوب‌ها و دشمن کاراکترهای بد است و در طول فیلم‌ها آدم‌های بد را از دور خارج می‌کند.

## برخی از فیلم‌هایی که هربی در آن‌ها حضور دارد
- هربی ماشین سحر آمیز (۱۹۶۸)
- هربی دوباره می‌تازد (۱۹۷۴)
- هربی به مونت کارلو می‌رود (۱۹۷۷)
- هربی به مکزیک می‌رود (۱۹۸۰)
- هربی ماشین سحر آمیز (۱۹۹۷) - (بازسازی)
- هربی پرواز می‌کند (۲۰۰۵)